# هیکیوان (آریزونا)
هیکیوان (به انگلیسی: Hickiwan) یک منطقهٔ مسکونی در ایالات متحده آمریکا است که در آریزونا واقع شده‌است. هیکیوان ۶۷۰ متر بالاتر از سطح دریا واقع شده‌است.